# رالف بي. هودجز
رالف بي. هودجز (بالإنجليزية: Ralph B. Hodges)‏ هو قاضي ومحامي أمريكي، ولد في 4 أغسطس 1930 في أناداركو في الولايات المتحدة، وتوفي في 16 يناير 2013.